# Strachotice
Strachotice (in tedesco Rausenbruck) è un comune della Repubblica Ceca facente parte del distretto di Znojmo, in Moravia Meridionale.